# Polarslamfluga
Polarslamfluga (Eristalis gomojunovae) är en tvåvingeart som beskrevs av Violovitsh 1977. Polarslamfluga ingår i släktet slamflugor, och familjen blomflugor. Enligt den svenska rödlistan är arten sårbar i Sverige. Arten förekommer i Övre Norrland. Artens livsmiljö är våtmarker, sjöar och vattendrag, fjäll, skogslandskap. Inga underarter finns listade i Catalogue of Life.